# FDGB-Bezirkspokal 1956
Der FDGB-Bezirkspokal der Saison 1956 wurde letztmalig ohne Finalspiele in den einzelnen Bezirken ausgetragen und diente lediglich zur Ermittlung der Bezirksteilnehmer für den FDGB-Pokal 1957.

## Geschichte
Der Spielbetrieb in den 15 Bezirken wurde vom jeweiligen Bezirksfachausschuss (BFA) durchgeführt, in denen die Mannschaften unterhalb der drei höchsten Spielklassen (DDR-Oberliga, DDR-Liga und II. DDR-Liga) im Ligasystem auf dem Gebiet des Deutschen Sportausschusses (DS) spielberechtigt waren.
Nach der Amtlichen Mitteilung der Sektion Fußball, standen den Bezirken Neubrandenburg, Potsdam, Cottbus und Suhl sieben und den restlichen Bezirken acht Startplätze für den FDGB-Pokal 1957 zur Verfügung. Da die Bezirke Schwerin, Dresden und Gera je einen Teilnehmer zu wenig meldeten, kamen drei Mannschaften in der 1. Zwischenrunde durch ein Freilos weiter.
Für die BSG Aktivist Böhlen (II. DDR-Liga) ging nach erfolgreichem Ausscheidungsspiel gegen Stahl Freital, die SG Dynamo Dresden an den Start und galt dabei nicht als Teilnehmer des Bezirks Dresden.

## Bezirkspokalteilnehmer am FDGB-Pokal 1957
|                                         | Bezirkspokalteilnehmer (Spielklasse 1956 → 1957) |
| Bezirk Rostock (8 Startplätze)          | BSG Motor Rostock (Bezirksliga → Bezirksliga) SG Dynamo Schönberg (Bezirksliga → Bezirksliga) BSG Einheit Wismar (Bezirksliga → Bezirksliga) ASK Vorwärts Rostock (Bezirksliga → Bezirksliga) BSG Einheit Bergen (Bezirksliga → Bezirksliga) BSG Motor Warnowwerft Warnemünde II (Bezirksklasse → Bezirksliga) SG Dynamo Rostock (Bezirksklasse → Bezirksklasse) SG Lassan (Bezirksklasse → Kreisklasse)                                        |
| Bezirk Schwerin (8 Startplätze)         | BSG Lokomotive Wittenberge (Bezirksliga → Bezirksliga) SC Traktor Schwerin (Bezirksliga → Bezirksliga) BSG Einheit Ludwigslust (Bezirksliga → Bezirksliga) BSG Traktor Plate (Bezirksklasse → Bezirksklasse) SG Dynamo Schwerin II (Bezirksklasse → Bezirksklasse) BSG Motor Wittenberge (Bezirksklasse → Bezirksklasse) BSG Traktor Thurow (Bezirksklasse → Bezirksklasse) keinen achten Teilnehmer gemeldet                                   |
| Bezirk Neubrandenburg (7 Startplätze)   | BSG Empor Anklam (Bezirksliga → Bezirksliga) BSG Lokomotive Teterow (Bezirksliga → Bezirksliga) BSG Empor Neustrelitz (Bezirksliga → Bezirksliga) BSG Empor Friedland (Bezirksliga → Bezirksliga) SG Dynamo Löcknitz (Bezirksliga → Bezirksliga) BSG Einheit Templin (Bezirksliga → Bezirksklasse) ASG Vorwärts Spechtberg (Kreisklasse → Bezirksklasse)                                                                                        |
| Bezirk Potsdam (7 Startplätze)          | BSG Stahl Brandenburg (Bezirksliga → Bezirksliga) BSG Motor Teltow (Bezirksliga → Bezirksliga) BSG Motor Rathenow (Bezirksliga → Bezirksliga) SG Eintracht Oranienburg (Bezirksliga → Bezirksliga) BSG Rotation Babelsberg II (Bezirksklasse → Bezirksliga) SG Treuenbrietzen (Bezirksklasse → Bezirksklasse) ASG Vorwärts Potsdam (Kreisklasse → Bezirksklasse)                                                                                |
| Ost-Berlin (8 Startplätze)              | BSG Lokomotive Lichtenberg (Bezirksliga → Stadtliga) BSG Motor Wendenschloß (Bezirksliga → Stadtliga) BSG Chemie Grünau-Schmöckwitz (Bezirksliga → Stadtliga) BSG Motor Oberschöneweide (Bezirksliga → Stadtliga) SG Hohenschönhausen (Bezirksliga → Stadtliga) BSG Einheit Treptow (Bezirksliga → Stadtklasse) BSG Turbine BEWAG Berlin (Bezirksliga → Stadtklasse) SG Lichtenberg 47 (II. DDR-Liga → Stadtliga)                               |
| Bezirk Frankfurt (Oder) (8 Startplätze) | BSG Motor Eberswalde (Bezirksliga → Bezirksliga) BSG Einheit Frankfurt/Oder (Bezirksliga → Bezirksliga) BSG Lokomotive Eberswalde (Bezirksliga → Bezirksliga) SG Wacker Herzfelde (Bezirksliga → Bezirksklasse) BSG Traktor Seelow (Bezirksklasse → Bezirksliga) BSG Fortschritt Storkow (Bezirksklasse → Bezirksklasse) BSG Motor Oderberg (Bezirksklasse → Bezirksklasse) BSG Traktor Neuenhagen (Bezirksklasse → Bezirksklasse)              |
| Bezirk Magdeburg (8 Startplätze)        | BSG Einheit Burg (Bezirksliga → Bezirksliga) BSG Aktivist Staßfurt (Bezirksliga → Bezirksliga) BSG Traktor Gröningen (Bezirksliga → Bezirksliga) BSG Traktor Haldensleben (Bezirksklasse → Bezirksklasse) TuS Motor Neustadt (Bezirksklasse → Bezirksklasse) BSG Traktor Eickendorf (Bezirksklasse → Bezirksklasse) BSG Traktor Kläden (Bezirksklasse → Bezirksklasse) BSG Motor Parey (Kreisklasse → Kreisklasse)                              |
| Bezirk Halle (8 Startplätze)            | BSG Aktivist Geiseltal Mücheln (Bezirksliga → Bezirksliga) BSG Chemie Bitterfeld (Bezirksliga → Bezirksliga) BSG Motor Ammendorf (Bezirksliga → Bezirksliga) BSG Aktivist Amsdorf (Bezirksliga → Bezirksliga) BSG Empor Halle (Bezirksliga → Bezirksliga) BSG Stahl MK Eisleben (Bezirksliga → Bezirksliga) BSG Traktor Teuchern (Bezirksliga → Bezirksklasse) BSG Aktivist Nachterstedt (Bezirksklasse → Bezirksklasse)                        |
| Bezirk Leipzig (8 Startplätze)          | BSG Stahl Lippendorf (Bezirksliga → Bezirksliga) BSG Motor Schkeuditz (Bezirksliga → Bezirksliga) BSG Aktivist Zechau (Bezirksliga → Bezirksliga) BSG Motor Liebertwolkwitz (Bezirksliga → Bezirksliga) BSG Traktor Delitzsch (Bezirksklasse → Bezirksliga) ASK Vorwärts Leipzig (Bezirksklasse → Bezirksklasse) BSG Einheit Oschatz (Bezirksklasse → Bezirksklasse) BSG Motor Döbeln (Bezirksklasse → Bezirksklasse)                           |
| Bezirk Cottbus (7 Startplätze)          | BSG Aktivist Laubusch (Bezirksliga → Bezirksliga) BSG Aktivist Welzow (Bezirksliga → Bezirksliga) BSG Fortschritt Cottbus (Bezirksliga → Bezirksliga) BSG Aktivist Senftenberg (Bezirksliga → Bezirksliga) BSG Aktivist Schwarze Pumpe (Bezirksliga → Bezirksklasse) BSG Aktivist Schipkau (Bezirksklasse → Bezirksliga) BSG Lokomotive Schleife (Kreisklasse → Kreisklasse)                                                                    |
| Bezirk Dresden (8 Startplätze)          | BSG Motor Coswig (Bezirksliga → Bezirksliga) BSG Aufbau Meißen (Bezirksliga → Bezirksliga) ASG Vorwärts Zittau (Bezirksklasse → Bezirksklasse) BSG Fortschritt Ebersbach (Bezirksklasse → Bezirksklasse) BSG Chemie Radebeul (Bezirksklasse → Bezirksklasse) BSG Fortschritt Ostritz (Bezirksklasse → Kreisklasse) BSG Rotation Wesenitztal (Bezirksklasse → Kreisklasse) keinen achten Teilnehmer gemeldet                                     |
| Bezirk Karl-Marx-Stadt (8 Startplätze)  | BSG Motor Zschopau (Bezirksliga → Bezirksliga) BSG Wismut Plauen (Bezirksliga → Bezirksliga) BSG Motor Limbach-Oberfrohna (Bezirksklasse → Bezirksklasse) BSG Fortschritt Oelsnitz (Bezirksklasse → Bezirksklasse) BSG Fortschritt Falkenstein (Bezirksklasse → Bezirksklasse) BSG Lokomotive Zwickau (Bezirksklasse → Bezirksklasse) BSG Stahl Lugau (Bezirksklasse → Bezirksklasse) SG Dynamo Karl-Marx-Stadt (Bezirksklasse → Bezirksklasse) |
| Bezirk Erfurt (8 Startplätze)           | BSG Motor Erfurt Nord (Bezirksliga → Bezirksliga) BSG Aktivist Bleicherode (Bezirksliga → Bezirksliga) BSG Post Mühlhausen (Bezirksliga → Bezirksliga) BSG Chemie Apolda (Bezirksliga → Bezirksliga) BSG Motor West Erfurt (Bezirksliga → Bezirksliga) BSG Lokomotive Schlotheim (Bezirksklasse → Bezirksklasse) BSG Motor Mühlhausen (Bezirksklasse → Bezirksklasse) BSG Motor Schmerbach (Bezirksklasse → Bezirksklasse)                      |
| Bezirk Gera (8 Startplätze)             | BSG Motor Zeiss Jena (Bezirksliga → Bezirksliga) BSG Chemie Elsterberg (Bezirksliga → Bezirksliga) BSG Fortschritt Weida (Bezirksliga → Bezirksliga) BSG Aufbau Triebes (Bezirksliga → Bezirksliga) BSG Chemie Rudolstadt (Bezirksklasse → Bezirksklasse) BSG Fortschritt Pößneck (Bezirksklasse → Bezirksklasse) BSG Traktor Uhlstädt (Bezirksklasse → Bezirksklasse) keinen achten Teilnehmer gemeldet                                        |
| Bezirk Suhl (7 Startplätze)             | BSG Motor Schmalkalden (Bezirksliga → Bezirksliga) BSG Motor Breitungen (Bezirksliga → Bezirksliga) BSG Aktivist Kali Werra Tiefenort (Bezirksliga → Bezirksliga) BSG Motor Veilsdorf (Bezirksliga → Bezirksliga) BSG Fortschritt Geschwenda (Bezirksliga → Bezirksliga) BSG Chemie Fehrenbach (Bezirksklasse → Bezirksklasse) BSG Traktor Wasungen (Bezirksklasse → Kreisklasse)                                                               |